# Callyna semivitta
Callyna semivitta là một loài bướm đêm trong họ Noctuidae.